# Trieptanoina
Trieptanoina é um triacilglicerol que é composto de três ácidos graxos de sete átomos de carbono. 